# ジョン・オーリック

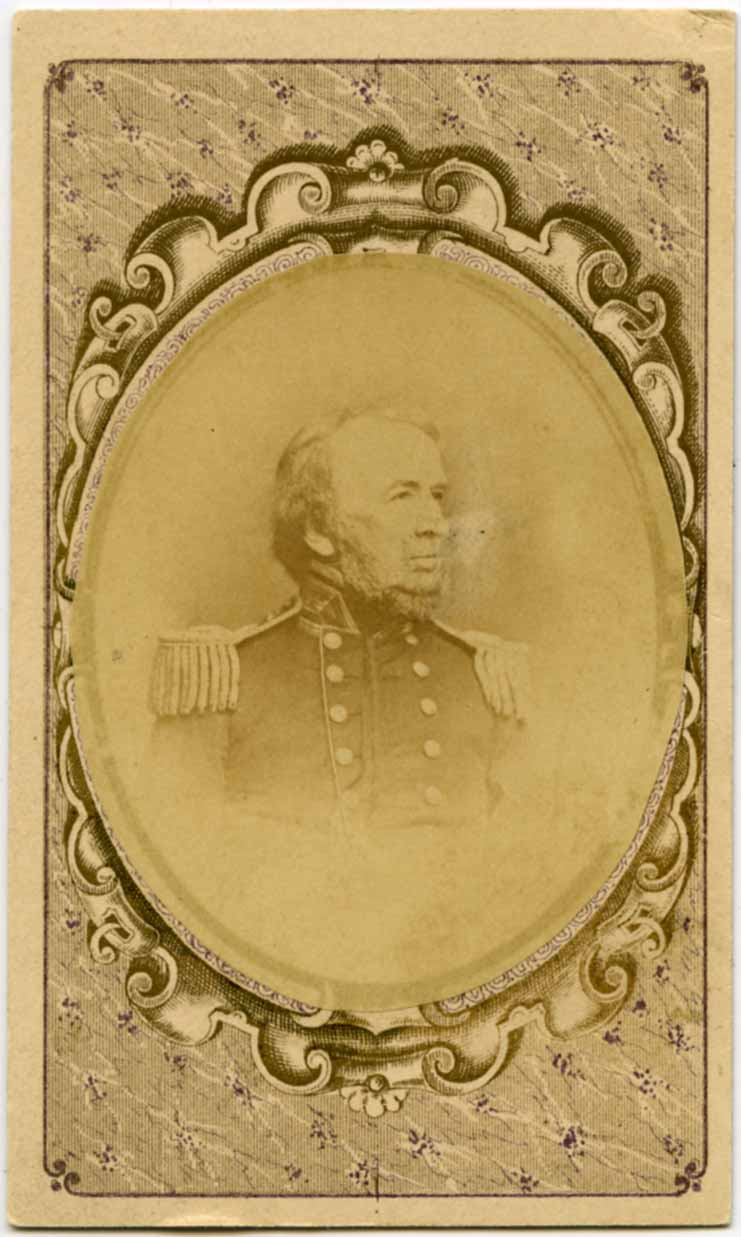
ジョン・H・オーリック

ジョン・H・オーリック（英: John H. Aulick、1787/1791年頃-1873年4月27日）は、米英戦争から南北戦争前までのアメリカ海軍の士官。

## 経歴
バージニア州ウィンチェスターに生まれる。1809年11月15日に見習士官に任ぜられる。米英戦争時には、エンタープライズ（Enterprise ）に乗員として、1813年9月14日の英国海軍のブリッグ、ボクサー（HMS Boxer）との海戦に参加した。戦争終結後、サラナック（Saranac ）、オンタリオ（Ontario, ）、ブランディワイン（Brandywine）、コンスティチューション、ビンセンスに勤務。
1851年から1852年まで東インド艦隊の司令官を務め、日本開国の任務を与えられたが、旗艦サスケハナの艦長と問題を起こしたため更迭され、マシュー・ペリーにその任を譲った）。
1861年に退役、ワシントンにて1873年4月27日に死亡。

## 艦名
2隻のアメリカ海軍艦艇にオーリックの名前がつけられている（クレムソン級駆逐艦DD-258およびフレッチャー級駆逐艦DD-569）。

## 参考
1. ↑  『ペリーを訪ねて』、中野昌彦著、東京図書出版会、2006年4月、 ISBN 4-86223-017-2、P. 57-60

| 軍職                          | 軍職                                  | 軍職                  |
| ----------------------------- | ------------------------------------- | --------------------- |
| 先代 フィリップ・ヴォーヒーズ | 東インド艦隊司令官 第9代：1851 - 1852 | 次代 マシュー・ペリー |